# Miyada (Nagano)
Miyada (jap. 宮田村, -mura) ist ein Dorf im Landkreis Kamiina in der Präfektur Nagano auf der japanischen Hauptinsel Honshū.

## Geografie
Miyada grenzt an die Städte Ina und Komagane sowie an die Landgemeinden Agematsu und Kiso. Die Ortschaft liegt im Ina-Becken zwischen dem Kiso-Gebirge im Westen und dem Fluss Tenryū im Osten. Im Westen befindet sich mit dem 2.956 m hohen Kiso-Komagatake der höchste Berg des Kiso-Gebirges.

## Geschichte
Siedlungen auf dem Gebiet des heutigen Miyada sind schon seit der Heian-Zeit belegt. Durch das Gebiet führte der Tōsandō, eine der alten Fernstraßen Japans, wodurch im Gebiet Gasthäuser für die Reisenden entstanden. Während der Edo-Zeit gehörte das Gebiet von Miyada zum Takatō-han und lag an der „Salzstraße“ (shio no michi) genannten Handelsroute. Das Dorf Miyada wurde durch die Zusammenlegung zweier Siedlungen am 23. Januar 1875 gegründet. Mit der Etablierung des kommunalen Systems der Meiji-Zeit am 1. April 1889 wurde es in eine kommunale Gebietskörperschaft umgewandelt.
Während der großen kommunalen Neugliederung Mitte der 1950er Jahre (shōwa-daigappei) wurde Miyada am 1. Januar 1954 zur Machi aufgewertet. Die damals laufende große Neugliederung sah jedoch vor, dass grundsätzlich jede Gemeinde im Land mit mindestens einer anderen zusammengelegt werden sollte. Es wurden Gespräche mit Vertretern der Gemeinden Akaho, Nakazawa und Ina über eine Zusammenlegung geführt. Am 12. Februar 1954 beschloss der Gemeinderat von Miyada schließlich die Zusammenlegung mit Akaho, Nakazawa und Ina zur neu zu gründenden Stadt Komagane. Aber schon kurz nach diesem Beschluss gab es heftige Demonstrationen gegen die Zusammenlegung. Am 16. Februar 1954 fand die Unterzeichnung des Vertrages zur Zusammenlegung der vier beteiligten Gemeinden statt. Nach gewalttätigen Ausschreitungen in Miyada beschloss der Gemeinderat von Miyada in seiner Sitzung vom 24. Februar 1954 allerdings, an der Zusammenlegung nicht mehr teilnehmen zu wollen. Da der Vertrag jedoch schon unterzeichnet war, hätten die anderen drei Gemeinden, die für die Zusammenlegung waren, ebenfalls gegen die Zusammenlegung stimmen müssen. Unter Vermittlung des Gouverneurs von Nagano, Hayashi Torao, wurde der Kompromiss gefunden, dass Miyada zunächst an der Zusammenlegung teilnehmen solle, dann aber nach der Zusammenlegung per Ratsbeschluss wieder aus der neuen Stadt ausgegliedert werden solle.
Am 1. Juli 1954 wurde Miyada zusammen mit Akaho, Nakazawa und Ina zur Stadt Komagane vereinigt. Dem Antrag auf schnellstmögliche Ausgliederung von Miyada wurde im Stadtrat entgegen dem vereinbarten Kompromiss nicht stattgegeben. Dem vorausgegangen war massive Lobbyarbeit der wenigen Eingliederungsbefürworter aus Miyada. Nach dem Votum boykottierten die Stadtratsabgeordneten aus Miyada die Stadtratssitzungen und auch der größte Teil der Einwohner des Ortsteils Miyada boykottierte eine Zusammenarbeit mit der neuen Stadt. An der Kommunalwahl im Frühjahr 1955 nahmen aber die Eingliederungsgegner teil, um zu verhindern, dass die Eingliederungsbefürworter die sechs Sitze im Stadtrat, die Miyada damals zustanden, einnehmen konnten. Ende 1955 wurde unter erneuter Vermittlung des Gouverneurs von Nagano im Ortsteil Miyada eine Bürgerbefragung über einen erneuten Antrag auf Ausgliederung von Miyada durchgeführt. Der größte Teil der Bevölkerung des Ortsteils war für die Ausgliederung. Der Stadtrat von Komagane hielt sich diesmal an die Vereinbarung und stimmte für eine Ausgliederung des Ortsteils Miyada. Am 30. September 1956 wurde Miyada aus Komagane ausgegliedert und als selbstständige Gemeinde erneut gegründet. Erneute Versuche, Miyada wieder in eine größere Kommune einzugliedern, scheiterten bisher am Widerstand der Bevölkerung.

## Verkehr
Miyada ist über den Bahnhof Miyada an der von JR Central betriebenen Iida-Linie erreichbar, die Toyohashi mit Tatsuno verbindet. Durch das Gemeindegebiet verlaufen die Nationalstraße 153 und die Chūō-Autobahn. Im Ōtagiri-Tal steht die Talstation der Komagatake-Seilbahn, die den Osthang des Berges Hōkendake im Kiso-Gebirge erschließt.

## Bildungseinrichtungen
In Miyada gibt es drei Kindergärten, eine Grundschule und eine Mittelschule. Diese fünf Einrichtungen werden alle von der Gemeinde getragen. Des Weiteren betreibt die Gemeinde eine Bibliothek.

## Weblinks

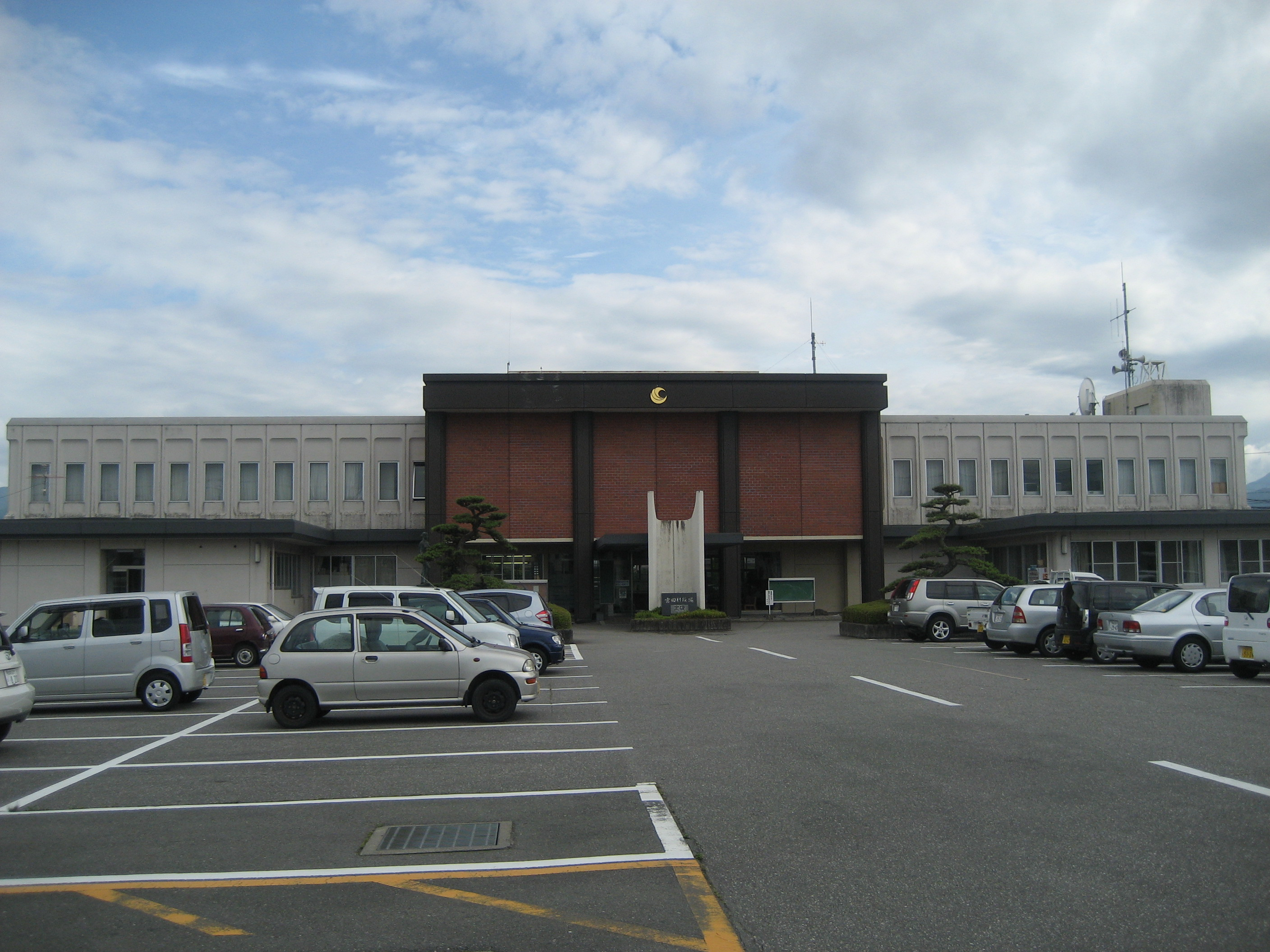
Rathaus